# Вейл, Анна Мюррей
Анна Мюррей Вейл (англ. Anna Murray Vail, 7 января 1863 — 18 декабря 1955) — американский ботаник и первый библиотекарь Нью-Йоркского ботанического сада.

## Биография
Анна Мюррей Вейл родилась 7 января 1863 года в Нью-Йорк. Училась в Европе, но в 1895 году она вернулась в США и работала в Колумбийском университете вместе с Натаниэлем Бриттоном, который вместе с женой Элизабет Гертрудой Бриттон, был одним из основателей Нью-Йоркского Ботанического сада.
В январе 1900 года Анна Мюррей Вейл стала первым библиотекарем вновь созданного учреждения, она занимала эту должность до сентября 1907.
В этот период она написала более десятка научных статей. Её записи сохранились в коллекции рукописей в Нью-Йоркском Ботаническом саду, содержат эскизы некоторых растений.
В 1911 году она переехала во Францию. Во время Первой мировой войны она стала активным членом американского фонда французских раненых, а впоследствии становится его казначеем. Её письмо к председателю и основателю фонда, госпоже Скайлер Ван Ренсселер, было опубликовано в «Нью-Йорк Таймс».
Живя во Франции, она приобрела дом в Эриси. Здесь она продолжила свою работу библиотекарем.
Анна Мюррей Вейл умерла 18 декабря 1955 года и похоронена на городском кладбище в Эриси.

## Научные труды
- Vail, Anna Murray. A Study of the Genus Galactia in North America. Bull. of the Torrey Botanical Club. 22:500 — 511, 1895
- MacDougal, Daniel T, Vail, Anna M., Shull, George H. and Small, John K. Mutants and hybrids of the oenotheras. Carnegie Institution of Washington, Publication № 24. Papers of Station for Experimental Evolution at Cold Spring Harbor, New York. № 2., 1905
- Vail, Anna Murray. Onagra grandiflora (Ait.), a species to be included in the North American Flora. Torreya 5:9-10, 1905
- MacDougal, Daniel T, Vail, Anna M and Shull, George H. Mutations, variations and relationships of the oenotheras. Carnegie Institution of Washington Publication № 81. Papers of the Station for Experimental Evolution, № 9. Carnegie Institution of Washington, Washington, DC 1907
- Britton, NL and Vail, Anna Murray. An enumeration of the plants collected by M. E. Penard in Colorado during the summer of 1892. Contributions from the Herbarium of Columbia College; no. 75, New York: Columbia College, 1895
- Vail, Anna Murray. Jane Colden, an early New York botanist. Torreya 7:21-34. 28 °F 1907
- Vail, Anna Murray. The June flora of a Long Island swamp. Bull. Torr. Bot. Club, 22, p. 374—378
- Vail, Anna Murray. Studies in the Leguminosae. I, II, III. Reprinted from Bulletin Torrey Botanical Club, 23: 139—141, 30 Ap. 1896; 24: 14-18, 28 Jan. 1897; 26: 106—117, 18 Mar. 1899. New York: [Columbia University], 1899
- Vail, Anna Murray. Contributions to the botany of Virginia. Memoirs of the Torrey Botanical Club v. 2, no. 2, 1890.
- Vail, Anna Murray. A preliminary list of the species of the genus Meibomia, Heist., occurring in the United States and British America. Bulletin of the Torrey Botanical Club, vol. XIX, no. 4, Апреля, 1892.
- Vail, Anna Murray. A revision of the North American species of the genus Cracca. Bulletin of the Torrey Botanical Club, vol. XXII, no. 1, Jan. 1895
- Vail, Ann Murray. A study of the genus Psoralea in America. Bulletin of the Torrey Botanical Club, v. 21, no. 3, March 24, 1894.